# Municipio de Taylor (condado de Beltrami)
El municipio de Taylor (en inglés: Taylor Township) es un municipio ubicado en el condado de Beltrami en el estado estadounidense de Minnesota. En el año 2010 tenía una población de 104 habitantes y una densidad poblacional de 1,17 personas por km².

## Geografía
El municipio de Taylor se encuentra ubicado en las coordenadas 47°37′20″N 94°35′6″O / 47.62222, -94.58500. Según la Oficina del Censo de los Estados Unidos, el municipio tiene una superficie total de 88.58 km², de la cual 83,08 km² corresponden a tierra firme y (6,2 %) 5,5 km² es agua.

## Demografía
Según el censo de 2010, había 104 personas residiendo en el municipio de Taylor. La densidad de población era de 1,17 hab./km². De los 104 habitantes, el municipio de Taylor estaba compuesto por el 96,15 % blancos, el 0,96 % eran amerindios, el 0,96 % eran asiáticos y el 1,92 % eran de una mezcla de razas. Del total de la población el 0 % eran hispanos o latinos de cualquier raza.